# Akrobatické lyžování na Zimních olympijských hrách 2014 – jízda v boulích ženy
Akrobatické lyžování na Zimních olympijských hrách 2014 představuje jeden z patnácti soutěžních sportů. Jednotlivé závody probíhají od 6. do 22. února 2014 v lyžařském středisku Roza Chutor nedaleko Krasné Poljany.

## Výsledky

### Kvalifikace
V kvalifikaci postoupilo do prvního finále celkem deset závodnic. Zbytek startovního pole postoupil do semifinále.
| Pořadí | Č. | Sportovec                     | Stát                   | Čas   | Body              | Body  | Body | Celkem | Postup |
| Pořadí | Č. | Sportovec                     | Stát                   | Čas   | Celkové hodnocení | Skoky | Čas  | Celkem | Postup |
| --- | -- | ----------------------------- | ---------------------- | ----- | ----------------- | ----- | ---- | ------ | ------ |
| 1 | 1  | Hannah Kearneyová             | Spojené státy americké | 30,14 | 12,6              | 4,46  | 5,99 | 23,05  | Q      |
| 2 | 3  | Chloé Dufourová-Lapointeová   | Kanada                 | 30,80 | 12,3              | 4,62  | 5,72 | 22.64  | Q      |
| 3 | 2  | Justine Dufourová-Lapointeová | Kanada                 | 32,02 | 12,3              | 4,74  | 5,24 | 22,28  | Q      |
| 4 | 7  | Eliza Outtrimová              | Spojené státy americké | 30,79 | 11,1              | 4,68  | 5,73 | 21,51  | Q      |
| 5 | 18 | Perrine Laffontová            | Francie                | 31,92 | 11,2              | 4,86  | 5,28 | 21,34  | Q      |
| 6 | 6  | Julija Galyševová             | Kazachstán             | 30,89 | 10,4              | 5,08  | 5,69 | 21,17  | Q      |
| 7 | 12 | Aiko Uemuraová                | Japonsko               | 30,74 | 10,7              | 4,56  | 5,75 | 21,01  | Q      |
| 8 | 5  | Maxime Dufourová-Lapointeová  | Kanada                 | 31,22 | 11,3              | 4,02  | 5,56 | 20,88  | Q      |
| 9 | 30 | Audrey Robichaudová           | Kanada                 | 33,55 | 11,0              | 4,98  | 4,63 | 20,61  | Q      |
| 10 | 15 | Regina Rachimovová            | Rusko                  | 31,02 | 10,4              | 4,44  | 5,64 | 20,48  | Q      |
| 11 | 13 | Nikola Sudová                 | Česko                  | 31,30 | 10,9              | 3,96  | 5,52 | 20,38  |        |
| 12 | 8  | Britteny Coxová               | Austrálie              | 31,74 | 10,4              | 4,44  | 5,35 | 20,19  |        |
| 13 | 16 | Deborah Scanziová             | Itálie                 | 30,56 | 9,7               | 4,50  | 5,82 | 20,02  |        |
| 14 | 10 | Heather McPhieová             | Spojené státy americké | 31,65 | 10,3              | 4,23  | 5,39 | 19,92  |        |
| 15 | 14 | Džunko Hošinová               | Japonsko               | 30,95 | 9,5               | 4,56  | 5,66 | 19,72  |        |
| 16 | 28 | Taylah O'Neillová             | Austrálie              | 33,14 | 10,0              | 3,78  | 4,79 | 18,57  |        |
| 17 | 21 | Nicole Parksová               | Austrálie              | 31,45 | 9,0               | 4,02  | 5,47 | 18,49  |        |
| 18 | 34 | Jelena Muratovová             | Rusko                  | 31,65 | 9,2               | 3,36  | 5,39 | 17,95  |        |
| 19 | 23 | Marika Pertachijová           | Rusko                  | 29,64 | 7,5               | 3,84  | 6,19 | 17,53  |        |
| 20 | 33 | Tereza Vaculíková             | Česko                  | 34,03 | 9,3               | 3,72  | 4,44 | 17,46  |        |
| 21 | 31 | Ning Čchin                    | Čína                   | 32,10 | 7,5               | 4,12  | 5,21 | 16,83  |        |
| 22 | 24 | Arisa Murataová               | Japonsko               | 31,33 | 7,0               | 4,18  | 5,51 | 16,69  |        |
| 23 | 27 | Darja Rybalovová              | Kazachstán             | 33,34 | 8,7               | 2,83  | 4,71 | 16,24  |        |
| 24 | 32 | Seo Jee-Won                   | Jižní Korea            | 33,49 | 8,9               | 2,40  | 4,65 | 15,95  |        |
| 25 | 19 | Jekatěrina Stoljarovová       | Rusko                  | 38,78 | 3,5               | 2,4   | 2,54 | 8,44   |        |
| 26 | 22 | Laura Grasemannová            | Německo                | 37,72 | 0,3               | 3,54  | 2,97 | 6,81   |        |
| — | 26 | Hedvig Wesselová              | Norsko                 | DNF   | DNF               | DNF   | DNF  | DNF    |        |
| — | 4  | Heidi Kloserová               | Spojené státy americké | DNS   | DNS               | DNS   | DNS  | DNS    |        |
| — | 29 | Seo Jung-Hwa                  | Jižní Korea            | DNS   | DNS               | DNS   | DNS  | DNS    |        |
| — | 35 | Miki Itóová                   | Japonsko               | DNS   | DNS               | DNS   | DNS  | DNS    |        |
| Č. – startovní číslo závodníka, DNS – závodník nenastoupil na start, DNF – nedojel do cíle, Q - Postup do dalšího kola. |    |                               |                        |       |                   |       |      |        |        |

### Semifinále
V Semifinále postoupilo deset závodnic do prvního finále. Zbylé závodnice v této disciplíně na ZOH skončili.
| Pořadí | Č. | Sportovec               | Stát                   | Čas   | Body              | Body  | Body | Celkem | Postup |
| Pořadí | Č. | Sportovec               | Stát                   | Čas   | Celkové hodnocení | Skoky | Čas  | Celkem | Postup |
| --- | -- | ----------------------- | ---------------------- | ----- | ----------------- | ----- | ---- | ------ | ------ |
| 1 | 19 | Jekatěrina Stoljarovová | Rusko                  | 31,97 | 10,9              | 5,16  | 5,26 | 21.32  | Q      |
| 2 | 16 | Deborah Scanziová       | Itálie                 | 31,04 | 11,0              | 4,38  | 5,63 | 21,01  | Q      |
| 3 | 13 | Nikola Sudová           | Česko                  | 31,48 | 11,5              | 3,48  | 5,45 | 20,43  | Q      |
| 4 | 8  | Britteny Coxová         | Austrálie              | 31,48 | 10,1              | 4,38  | 5,45 | 19,93  | Q      |
| 5 | 24 | Arisa Murataová         | Japonsko               | 32,65 | 9,7               | 4,69  | 4,99 | 19,38  | Q      |
| 6 | 10 | Heather McPhieová       | Spojené státy americké | 31,21 | 9,7               | 3,59  | 5,56 | 18,85  | Q      |
| 7 | 28 | Taylah O'Neillová       | Austrálie              | 33,39 | 9,4               | 3,72  | 4,69 | 17,81  | Q      |
| 8 | 21 | Nicole Parksová         | Austrálie              | 32,65 | 8,7               | 4,08  | 4,99 | 17,77  | Q      |
| 9 | 31 | Ning Čchin              | Čína                   | 31,60 | 8,8               | 3,54  | 5,41 | 17,75  | Q      |
| 10 | 23 | Marika Pertachijová     | Rusko                  | 31,10 | 7,8               | 3,54  | 5,60 | 16,94  | Q      |
| 11 | 34 | Jelena Muratovová       | Rusko                  | 33,36 | 9,3               | 2,64  | 4,70 | 16,64  |        |
| 12 | 22 | Laura Grasemannová      | Německo                | 33,46 | 7,3               | 3,80  | 4,66 | 15,76  |        |
| 13 | 32 | Seo Jee-Won             | Jižní Korea            | 33,02 | 7,8               | 2,76  | 4,84 | 15,40  |        |
| 14 | 29 | Seo Jung-Hwa            | Jižní Korea            | 33,56 | 6,6               | 2,94  | 4,62 | 14,16  |        |
| 15 | 14 | Džunko Hošinová         | Japonsko               | 32,37 | 1,4               | 3,12  | 5,10 | 9,62   |        |
| 16 | 26 | Hedvig Wesselová        | Norsko                 | 36,47 | 1,0               | 1,74  | 3,47 | 6,21   |        |
| | 33 | Tereza Vaculíková       | Česko                  | DNF   | DNF               | DNF   | DNF  | DNF    |        |
| | 27 | Darja Rybalovová        | Kazachstán             | DNS   | DNS               | DNS   | DNS  | DNS    |        |
| | 4  | Heidi Kloserová         | Spojené státy americké | DNS   | DNS               | DNS   | DNS  | DNS    |        |
| | 35 | Miki Itóová             | Japonsko               | DNS   | DNS               | DNS   | DNS  | DNS    |        |
| Č. – startovní číslo závodníka, DNS – závodník nenastoupil na start, DNF – nedojel do cíle, Q - Postup do dalšího kola. |    |                         |                        |       |                   |       |      |        |        |

### 1. finále
Z finále číslo 1 postoupilo 12 závodnic do druhého finále.
| Pořadí | Č. | Sportovec                     | Stát                   | Čas   | Body              | Body  | Body | Celkem | Postup |
| Pořadí | Č. | Sportovec                     | Stát                   | Čas   | Celkové hodnocení | Skoky | Čas  | Celkem | Postup |
| --- | -- | ----------------------------- | ---------------------- | ----- | ----------------- | ----- | ---- | ------ | ------ |
| 1 | 13 | Nikola Sudová                 | Česko                  | 30,76 | 12,0              | 4,08  | 5,74 | 21,82  | Q      |
| 2 | 7  | Eliza Outtrimová              | Spojené státy americké | 31,70 | 11,7              | 4,74  | 5,37 | 21,81  | Q      |
| 3 | 3  | Chloé Dufourová-Lapointeová   | Kanada                 | 31,90 | 12,1              | 4,26  | 5,29 | 21,65  | Q      |
| 4 | 2  | Justine Dufourová-Lapointeová | Kanada                 | 31,82 | 11,3              | 4,92  | 5,32 | 21,54  | Q      |
| 5 | 6  | Julija Galyševová             | Kazachstán             | 30,73 | 10,8              | 4,71  | 5,75 | 21,26  | Q      |
| 6 | 15 | Regina Rachimovová            | Rusko                  | 31,84 | 10,9              | 4,98  | 5,31 | 21,19  | Q      |
| 7 | 1  | Hannah Kearneyová             | Spojené státy americké | 31,54 | 11,6              | 3,92  | 5,43 | 20,95  | Q      |
| 8 | 8  | Britteny Coxová               | Austrálie              | 30,87 | 10,2              | 4,98  | 5,70 | 20,88  | Q      |
| 9 | 22 | Aiko Uemuraová                | Japonsko               | 30,68 | 10,4              | 4,26  | 5,77 | 20,43  | Q      |
| 10 | 10 | Audrey Robichaudová           | Kanada                 | 33,20 | 10,9              | 4,74  | 4,77 | 20,41  | Q      |
| 11 | 5  | Maxime Dufourová-Lapointeová  | Kanada                 | 31,90 | 10,9              | 4,14  | 5,29 | 20,33  | Q      |
| 12 | 16 | Deborah Scanziová             | Itálie                 | 29,94 | 9,8               | 4,25  | 6,07 | 20,12  | Q      |
| 13 | 10 | Heather McPhieová             | Spojené státy americké | 30,24 | 10,0              | 4,10  | 5,95 | 20,05  |        |
| 14 | 18 | Perrine Laffontová            | Francie                | 32,82 | 10,2              | 3,66  | 4,92 | 18,78  |        |
| 15 | 21 | Nicole Parksová               | Austrálie              | 32,05 | 9,3               | 3,84  | 5,23 | 18,37  |        |
| 16 | 28 | Taylah O'Neillová             | Austrálie              | 33,03 | 9,8               | 3,54  | 4,84 | 18,18  |        |
| 17 | 23 | Marika Pertachijová           | Rusko                  | 31,11 | 8,5               | 3,48  | 5,60 | 17,58  |        |
| 18 | 31 | Ning Čchin                    | Čína                   | 32.04 | 7,8               | 4,23  | 5,23 | 17,26  |        |
| 19 | 19 | Jekaterina Stoljarovová       | Rusko                  | 34,85 | 4,0               | 2,88  | 4,11 | 10,99  |        |
| | 24 | Arisa Murataová               | Japonsko               | DNS   | DNS               | DNS   | DNS  | DNS    |        |
| Č. – startovní číslo závodníka, DNS – závodník nenastoupil na start, DNF – nedojel do cíle, Q - Postup do dalšího kola. |    |                               |                        |       |                   |       |      |        |        |

### 2. finále
Ve druhém finále postoupilo 6 závodnic do posledního finále.
| Pořadí | Č. | Sportovec                     | Stát                   | Čas   | Body              | Body  | Body | Celkem | Postup |
| Pořadí | Č. | Sportovec                     | Stát                   | Čas   | Celkové hodnocení | Skoky | Čas  | Celkem | Postup |
| --- | -- | ----------------------------- | ---------------------- | ----- | ----------------- | ----- | ---- | ------ | ------ |
| 1 | 1  | Hannah Kearneyová             | Spojené státy americké | 31,18 | 11,3              | 5,06  | 5,57 | 21,93  | Q      |
| 2 | 3  | Chloé Dufourová-Lapointeová   | Kanada                 | 31,97 | 12,0              | 4,44  | 5,26 | 21,70  | Q      |
| 3 | 2  | Justine Dufourová-Lapointeová | Kanada                 | 31,96 | 11,7              | 4,68  | 5,26 | 21,64  | Q      |
| 4 | 8  | Britteny Coxová               | Austrálie              | 30,73 | 10,8              | 5,04  | 5,75 | 21,59  | Q      |
| 5 | 7  | Eliza Outtrimová              | Spojené státy americké | 31,90 | 11,2              | 5,04  | 5,29 | 21,53  | Q      |
| 6 | 22 | Aiko Uemuraová                | Japonsko               | 31,19 | 10,9              | 4,68  | 5,57 | 21,15  | Q      |
| 7 | 6  | Julija Galyševová             | Kazachstán             | 30,52 | 10,8              | 4,48  | 5,84 | 21,12  |        |
| 8 | 15 | Regina Rachimovová            | Rusko                  | 31,89 | 11,1              | 4,68  | 5,29 | 21,07  |        |
| 9 | 13 | Nikola Sudová                 | Česko                  | 32,09 | 11,8              | 3,96  | 5,21 | 20,97  |        |
| 10 | 10 | Audrey Robichaudová           | Kanada                 | 33,50 | 10,9              | 4,80  | 4,65 | 20,35  |        |
| 11 | 16 | Deborah Scanziová             | Itálie                 | 29,59 | 9,6               | 4,26  | 6,21 | 20,07  |        |
| 12 | 5  | Maxime Dufourová-Lapointeová  | Kanada                 | 31,25 | 9,8               | 3,30  | 5,54 | 18,64  |        |
| Č. – startovní číslo závodníka, DNS – závodník nenastoupil na start, DNF – nedojel do cíle, Q - Postup do dalšího kola. |    |                               |                        |       |                   |       |      |        |        |

### 3. finále
V tomto posledním finále bojovalo 6 nejlepších závodnic o medaile. 
| Pořadí                                                                                      | Č. | Sportovec                     | Stát                   | Čas   | Body              | Body  | Body | Celkem | Postup |
| Pořadí                                                                                      | Č. | Sportovec                     | Stát                   | Čas   | Celkové hodnocení | Skoky | Čas  | Celkem | Postup |
| ------------------------------------------------------------------------------------------- | -- | ----------------------------- | ---------------------- | ----- | ----------------- | ----- | ---- | ------ | ------ |
| Zlatá medaile                                                                               | 2  | Justine Dufourová-Lapointeová | Kanada                 | 31,56 | 12,1              | 4,92  | 5,42 | 22,44  |        |
| Stříbrná medaile                                                                            | 3  | Chloé Dufourová-Lapointeová   | Kanada                 | 31,71 | 12,1              | 4,20  | 5,36 | 21,66  |        |
| Bronzová medaile                                                                            | 1  | Hannah Kearneyová             | Spojené státy americké | 31,04 | 11,1              | 4,76  | 5,63 | 21,49  |        |
| 4                                                                                           | 22 | Aiko Uemuraová                | Japonsko               | 30,46 | 10,6              | 4,20  | 5,86 | 20,66  |        |
| 5                                                                                           | 8  | Britteny Coxová               | Austrálie              | 31,19 | 10,2              | 3,66  | 5,57 | 19,43  |        |
| 6                                                                                           | 7  | Eliza Outtrimová              | Spojené státy americké | 31,49 | 9,9               | 4,02  | 5,45 | 19,37  |        |
| Č. – startovní číslo závodníka, DNS – závodník nenastoupil na start, DNF – nedojel do cíle. |    |                               |                        |       |                   |       |      |        |        |